# Ísafjörður

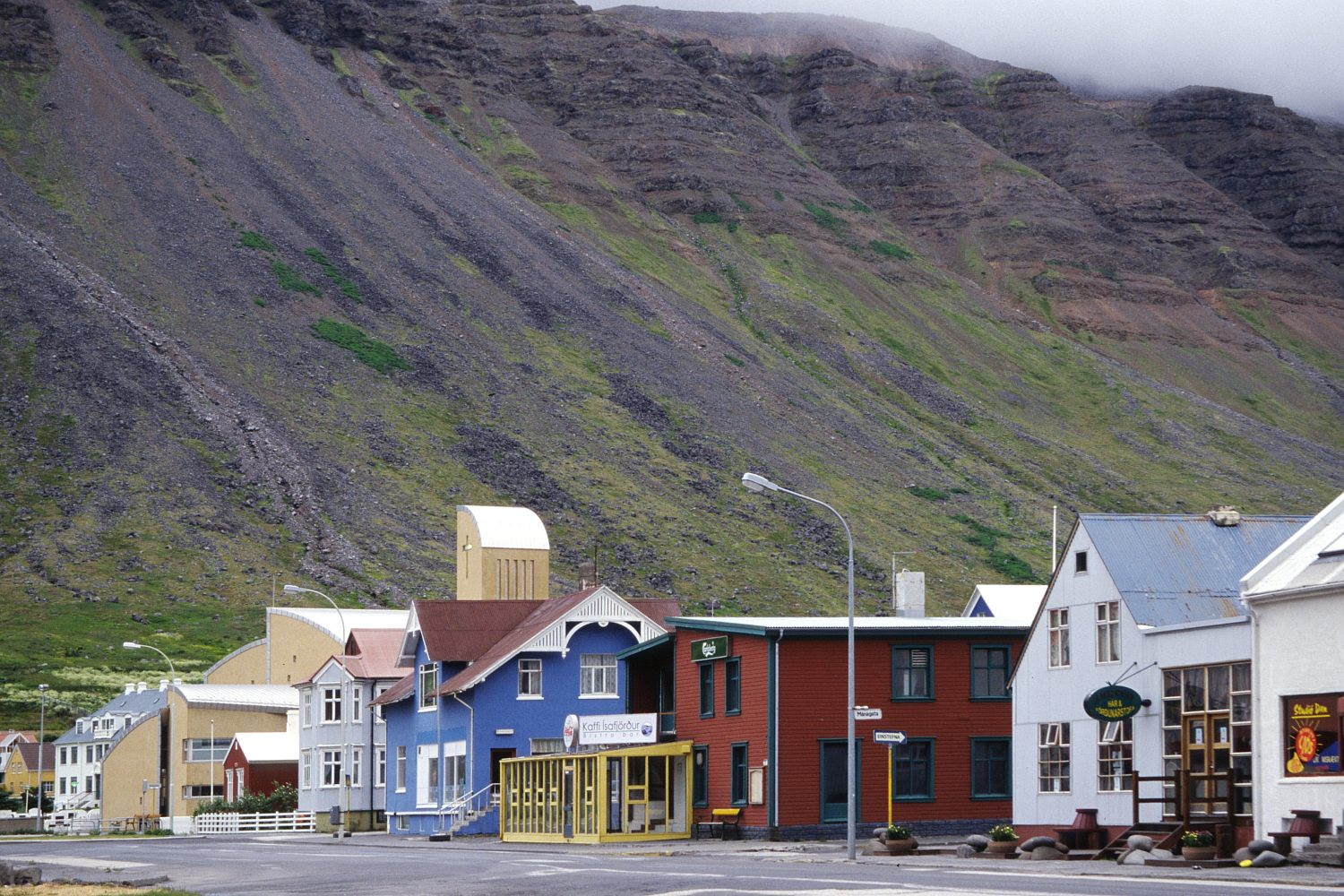
Ísafjörður, văzându-se turla bisericii

Ísafjörður este un oraș în nord-vestul Islandei, în regiunea Ísafjarðarbær. Populația fiind în jur de 3.000 locuitori.

## Personalități marcante
- Ólafur Ragnar Grímsson (n. 1943), Președinte al Islandei (1996–2016)